# ريكاردو باروس
ريكاردو باروس (27 أبريل 1990 في البرتغال - ) هو لاعب كرة قدم برتغالي في مركز الهجوم. لعب مع نادي ليتشويس ونادي إيسبينهو وC.S. Marítimo B ‏ وSertanense F.C. ‏ ونادي فييرينسي وSport Benfica e Castelo Branco ‏.

## وصلات خارجية
- ريكاردو باروس على موقع دوري كوريا الجنوبية (الإنجليزية)
- ريكاردو باروس على موقع قاعدة بيانات كرة القدم.إي يو (الإنجليزية)
- ريكاردو باروس على موقع Soccerway.com (الإنجليزية)